# 300年代
| 千纪： | 1千纪                                                                                  |
| 世纪： | 2世纪 \| 3世纪 \| 4世纪                                                                |
| 年代： | 270年代 \| 280年代 \| 290年代 \| 300年代 \| 310年代 \| 320年代 \| 330年代              |
| 年份： | 300年 \| 301年 \| 302年 \| 303年 \| 304年 \| 305年 \| 306年 \| 307年 \| 308年 \| 309年 |

## 大事记
- 八王之乱

## 出生
- 约300年，無著，古代印度高僧。是印度瑜伽行派（即印度唯識宗）的創始人。